# Klartjärnen (Edefors socken, Norrbotten)
Klartjärnen är en sjö i Bodens kommun i Norrbotten och ingår i Råneälvens huvudavrinningsområde.